# Correu web
Un webmail és un client de correu electrònic, que proveeix una interfície web per on accedir al correu electrònic. Altres formes d'accedir al correu electrònic poden ser:
- Concertant-se amb un client de correu local a un servidor de correu remot utilitzant un protocol ad hoc de transport de correu, com IMAP o POP, descarregar els correus i emmagatzemar-los localment.
- Utilitzant un client de correu per consola, per exemple Mutt.

El webmail permet llistar, desplegar i esborrar via un navegador web els correus emmagatzemats al servidor remot. Els correus poden ser consultats posteriorment des d'un altre ordinador connectat a la mateixa xarxa (per exemple Internet) i que disposi d'un navegador web.
Generalment també permet la redacció i tramesa de correus mitjançant aquesta modalitat i no està limitat a la lectura de correu electrònic.
Alguns webmails lliures:
- RoundCube Pàgina oficial
- SquirrelMail Pàgina oficial
- Horde Pàgina oficial
- Openwebmail Pàgina oficial
- Ilohamail Pàgina oficial
- AtMail Pàgina oficial
- BlogMail Pàgina oficial
- Zimbra Pàgina oficial

Existeixen empreses privades que donen servei de webmail, per exemple:
- Gmail
- Yahoo
- Hotmail o Outlook.com
- AOL

També existeixen grups que donen serveis de webmail, per exemple:
- Rise Up Servei basat en Squirrelmail.

És comú que moltes entitats públiques com les universitats ofereixin aquest servei. Tanmateix qualsevol persona o organització pot construir un servei de webmail.